# 科学電力プラットフォーム

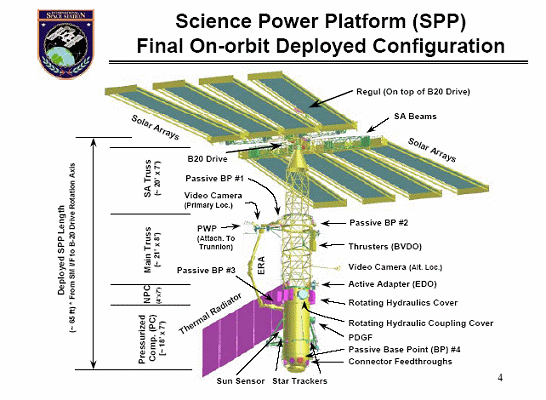
科学電力プラットフォーム概要図（NASA）

科学電力プラットフォーム（Science Power Platform, SPP）は、ロシアが計画していた国際宇宙ステーション（International Space Station, ISS）の区画のひとつであり、この計画は一旦キャンセルされたが、新たに科学電力モジュール(Scientific-Power Module, SPM)として実現することになった。SPPはプロトンロケットかゼニットロケットを使ってISSに運ばれる予定だったが（当初は、宇宙ステーションミール2号のために設計されたものだった）、米露の取引合意によりスペースシャトルの9A.1フライトで打ち上げられることに変更された。完成すれば太陽電池パネルを8枚装備(その後4枚に削減)し、ヨーロッパ宇宙機関が提供した欧州ロボットアーム(ERA)で保守点検作業をして、ISSの燃料を節約するためのロール方向のスラスタ制御を提供する予定であった。欧州ロボットアームはISS計画の一環として現在も進行中であり、2015年以降にロシアのプロトン・ロケットで多目的実験モジュール(MLM)「ナウカ」とともに打ち上げられる予定である。SPPはもし実現していればズヴェズダ区画の上部ドッキング装置に取りつけられる予定であったが、同場所には現在はミニ・リサーチ・モジュール2「ポイスク」が設置されている。
当初SPPはロシア区画で必要とされる電力を、ISS全体（すなわちアメリカの区画）が発電する電力とは別に独立して作り出すことになっていたが、2006年3月のNASAとの合意で、不足する分はアメリカの区画から供給してもらうことになった。構造試験のためにすでに製造されていた与圧モジュールの一部はミニ・リサーチ・モジュール1として転用され、2010年5月14日にスペースシャトル(STS-132)で打ち上げられザーリャ区画の下部ドッキングポートに結合された。

ロシア区画の近年の主な製造元であるRKKエネルギア社は、2015年以降にロシアの新しいノードモジュール(NM）をMLMの下部にドッキングさせて、そこに2機の科学・電力モジュール(SPM)を追加することで、当初のISS計画に近いものを完成させることを提案しし、2012年12月に1機（SPM-1またはNEM-1）の開発を受注した。MLMの打ち上げが遅れているため打上げは2017年以降となる。この科学・電力モジュールは大型の太陽電池パネルを持つが、トラス構造は廃止された。